# Breña Baja

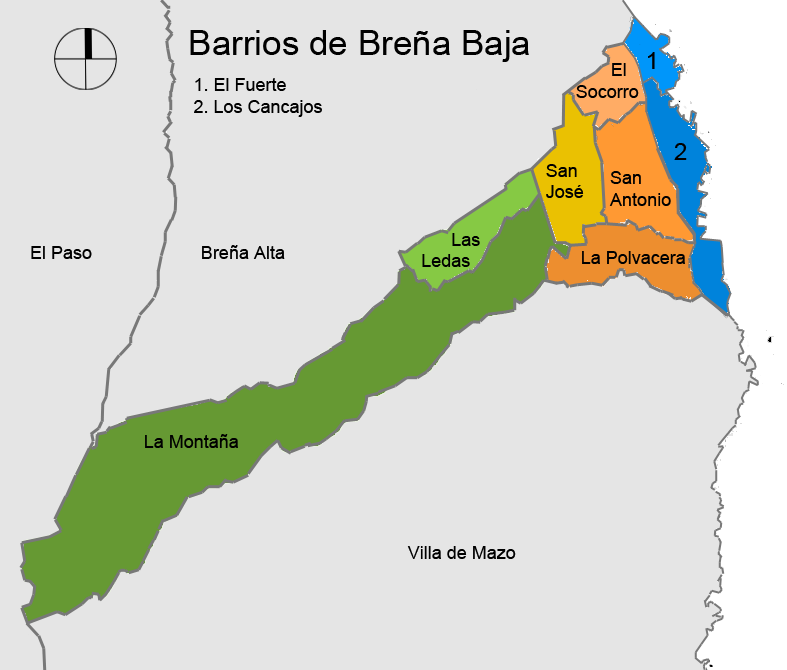
Les quartiers/villages de Breña Baja

Breña Baja est une commune de la province de Santa Cruz de Tenerife dans la communauté autonome des Îles Canaries en Espagne. Elle est située à l'est de l'île de La Palma.

## Géographie

### Localisation

Localisation de l'île de La Palma dans les Îles Canaries.
Localisation de Breña Baja dans l'île de La Palma.

|         | Breña Alta    |                  |
| El Paso | Breña Baja    | Océan Atlantique |
|         | Villa de Mazo |                  |

### Villages de la commune
- San Antonio (1 218)
- San José (1 140)
- La Polvacera (727)
- Los Cancajos (531)
- Las Ledas (289)
- El Socorro (316)
- La Montaña (273)
- El Fuerte (214)

Entre parenthèses figure le nombre d'habitants de chaque village en 2007.

## Démographie
| Année | Population | Densité    |
| ----- | ---------- | ---------- |
| 1857  | 1.169      | -/km²      |
| 1877  | 1.559      | -/km²      |
| 1897  | 1.860      | -/km²      |
| 1910  | 2.001      | -/km²      |
| 1920  | 1.849      | -/km²      |
| 1930  | 2.042      | -/km²      |
| 1940  | 2.364      | -/km²      |
| 1950  | 2.405      | -/km²      |
| 1960  | 2.505      | -/km²      |
| 1970  | 2.632      | -/km²      |
| 1991  | 3.354*     | -/km²      |
| 1996  | 3.746*     | -/km²      |
| 2001  | 3.621*     | 258,64/km² |
| 2002  | 4.113*     | 289,65/km² |
| 2003  | 4.187*     | 294.85/km² |
| 2004  | 4.186*     | 294.79/km² |
| 2005  | 4.355*     | 306,69/km² |
| 2006  | 4.470*     | 314,78/km² |
| 2007  | 4.708*     | 331,55/km² |
| 2009  | 5.115*     | 360,21/km² |